# تربية تشكيلية
تصغير
التربية التشكيلية وهي مادة دراسية تهدف إلى إكساب الطلاب المهارات والمعارف الفنية في مجال الفنون التشكيلية كما تهدف إلى عدة أهداف أخرى منها:
- .1) تربية الفرد ليعيش عيشة جمالية راقية وسط الإطار الاجتماعي المتطور وتعمق المفاهيم والقيم في نفوس طلابنا أثناء ممارستهم للعمل الفني والنشاط المنهجي واللامنهجي.
- .2) الكشف عن الطلاب الموهوبين وتنمية مواهبهم وقدراتهم الفنية والمهنية.
- .3) تأكيد ذاتية الطلاب وإتاحة الفرص لأنماطهم التعبيرية وأن تصل بهم إلى غاياتهم التربوية السامية وهي تكوين شخصية الفرد.
- .4) القدرة على الملاحظة والرؤية الدقيقة والنقد والتذوق الفني الهادف.
- .5) القدرة على التفكير والتأمل في بديع صنع الله وموازنة الأمور.
- .6) نمو الإحساس والإدراك الفني.
- .7) اكتساب الخبرات والمهارات المتدرجة التي تتلاءم مع أعمار الطلاب ومستوياتهم وربطهم ببيئتهم.
- .8) احترام العمل اليدوي واحترام من يمارسه.
- .9) إتاحة الفرصة للطلاب للتعبير عن أي موضوع يختارونه عندما تقوم الرغبة في نفوسهم للتعبير عنه .
- .10) إثارة ما يكمن في نفوس الطلاب للتعبير عنه عن طريق الرسم والأشغال وتطوير وتنمية والإنتاج الفني.
- .11) تنمية روح المشاركة الجماعية من خلال الأعمال الفنية الجماعية.
- .12) مساعدة الطلاب على استخدام بعض الخامات المحلية المختلفة حسب اختيارهم في التعبير عن الموضوعات تتصل بحياتهم العامة.
- .13) تعويد الطلاب اكتساب خصال حميدة كالنظافة والمثابرة والصبر والثقة والملاحظة الدقيقة وتحمل المسؤولية.
- .14) إبراز الطابع الخاص في التعبير الفني مما يكون له الأثر الإيجابي في تكامل الشخصية فالفن عملية تجديد وابتكار وليس نقلاً أو تلقينًا حرفيًا.
- .15) تنمية روح التعاون والعمل الجماعي وذلك يكون بتنظيمهم على شكل مجموعات.
- .16) تنمية الذوق والإحساس الفني عند الطلاب والاستمتاع بالقيم الجمالية ومعرفة مواطن الجمال في الأشياء التي يشاهد منها.
- .17) ربط الطلاب بتاريخهم ووطنهم وتراثهم والبحث فيه من خلال الأعمال الفنية المنجزة.